# Goethes Erben/Diskografie
Diese Diskografie ist eine Übersicht über die musikalischen Werke der deutschen Band Goethes Erben. Ihre erfolgreichste Veröffentlichung ist die Single Glasgarten, eine Zusammenarbeit mit dem deutschen Musiker Peter Heppner, die Rang 62 der deutschen Singlecharts erreichte.

## Alben

### Studioalben
| Jahr | Titel Musiklabel                                  | Anmerkungen                              |
| ---- | ------------------------------------------------- | ---------------------------------------- |
| 1992 | Das Sterben ist ästhetisch bunt Dark Star Records | Erstveröffentlichung: 10. Januar 1992    |
| 1992 | Der Traum an die Erinnerung Dark Star Records     | Erstveröffentlichung: 1992               |
| 1994 | Tote Augen sehen Leben Dark Star Records          | Erstveröffentlichung: Februar 1994       |
| 1995 | Goethes Erben Dark Star Records                   | Erstveröffentlichung: 31. März 1995      |
| 1997 | Schach ist nicht das Leben Zeitbombe              | Erstveröffentlichung: 21. Februar 1997   |
| 1999 | Kondition: Macht! – Das Musikwerk Zeitbombe       | Erstveröffentlichung: Januar 1999        |
| 2001 | Nichts bleibt wie es war Zeitbombe                | Erstveröffentlichung: 12. November 2001  |
| 2005 | Dazwischen Genom                                  | Erstveröffentlichung: 10. Oktober 2005   |
| 2018 | Am Abgrund Dryland Records                        | Erstveröffentlichung: 14. September 2018 |
| 2020 | Flüchtige Küsse Dryland Records                   | Erstveröffentlichung: 18. Oktober 2020   |
| 2021 | Elemente Dryland Records                          | Erstveröffentlichung: 26. November 2021  |
| 2023 | X Dryland Records                                 | Erstveröffentlichung: 14. April 2023     |

### Livealben
| Jahr | Titel Musiklabel                        | Anmerkungen                          |
| ---- | --------------------------------------- | ------------------------------------ |
| 1993 | Leben im Niemandsland Dark Star Records | Erstveröffentlichung: 1993           |
| 2022 | Das gestohlene Konzert Dryland Records  | Erstveröffentlichung: 22. April 2022 |

### Kompilationen
| Jahr | Titel Musiklabel             | Anmerkungen                                            |
| ---- | ---------------------------- | ------------------------------------------------------ |
| 1994 | 1. Kapitel Dark Star Records | Erstveröffentlichung: 1994 Verkäufe: 1.000 (limitiert) |
| 1999 | Gewaltberechtigt? Zeitbombe  | Erstveröffentlichung: 1999                             |
| 2010 | Zeitlupe Trisol Records      | Erstveröffentlichung: 2. Juli 2010                     |

### Remixalben
| Jahr | Titel Musiklabel           | Anmerkungen                                           |
| ---- | -------------------------- | ----------------------------------------------------- |
| 2014 | Weg zurück Prussia Records | Erstveröffentlichung: 28. November 2014 mit Sara Noxx |

### EPs
| Jahr | Titel Musiklabel                          | Anmerkungen                                      |
| ---- | ----------------------------------------- | ------------------------------------------------ |
| 1990 | Live Danse Macabre Records                | Erstveröffentlichung: 1990                       |
| 1991 | Das schwarze Wesen Etage Records          | Erstveröffentlichung: 1991                       |
| 1991 | Live – Festival D’Etage Etage Records     | Erstveröffentlichung: 1991                       |
| 1993 | Die Brut Dark Star Records                | Erstveröffentlichung: 1993                       |
| 1995 | Der • Die • Das Dark Star Records         | Erstveröffentlichung: 13. Januar 1995            |
| 1997 | Sitz der Gnade Zeitbombe                  | Erstveröffentlichung: 1997                       |
| 2015 | Falling Prussia Records                   | Erstveröffentlichung: 22. Mai 2015 mit Sara Noxx |
| 2015 | Sie wusste mehr / Falling Prussia Records | Erstveröffentlichung: 22. Mai 2015 mit Sara Noxx |

## Singles
| Jahr | Titel Album                                   | Höchstplatzierung, Gesamtwochen, AuszeichnungChartplatzierungen (Jahr, Titel, Album, Platzierungen, Wochen, Auszeichnungen, Anmerkungen) | Höchstplatzierung, Gesamtwochen, AuszeichnungChartplatzierungen (Jahr, Titel, Album, Platzierungen, Wochen, Auszeichnungen, Anmerkungen) | Höchstplatzierung, Gesamtwochen, AuszeichnungChartplatzierungen (Jahr, Titel, Album, Platzierungen, Wochen, Auszeichnungen, Anmerkungen) | Anmerkungen                                              |
| Jahr | Titel Album                                   | DE | AT | CH | Anmerkungen                                              |
| ---- | --------------------------------------------- | --- | --- | --- | -------------------------------------------------------- |
| 1998 | Marionetten Kondition: Macht! – Das Musikwerk | — | — | — | Erstveröffentlichung: August 1998                        |
| 2001 | Der Eissturm Nichts bleibt wie es war         | — | — | — | Erstveröffentlichung: März 2001                          |
| 2001 | Glasgarten Nichts bleibt wie es war           | DE62 (3 Wo.)DE | — | — | Erstveröffentlichung: 22. Oktober 2001 mit Peter Heppner |
| 2005 | Alptraumstudio Dazwischen                     | — | — | — | Erstveröffentlichung: 2005                               |
| 2006 | Tage des Wassers Dazwischen                   | — | — | — | Erstveröffentlichung: 2006                               |
| 2017 | Lazarus Am Abgrund                            | — | — | — | Erstveröffentlichung: 15. September 2017                 |
| 2020 | Heldenuntergang Flüchtige Küsse               | — | — | — | Erstveröffentlichung: 4. Dezember 2020                   |
| 2021 | Seelenschatten Flüchtige Küsse                | — | — | — | Erstveröffentlichung: 29. Januar 2021                    |
| 2021 | Fern ab vom Licht Elemente                    | — | — | — | Erstveröffentlichung: 21. Mai 2021                       |
| 2021 | Ich möchte fliegen Elemente                   | — | — | — | Erstveröffentlichung: 18. Juni 2021                      |
| 2021 | Zeit zu gehen Elemente                        | — | — | — | Erstveröffentlichung: 16. Juli 2021                      |
| 2021 | Spiel mit mir Elemente                        | — | — | — | Erstveröffentlichung: 20. August 2021                    |
| 2022 | Ich bin der Zorn Das gestohlene Konzert       | — | — | — | Erstveröffentlichung: 28. Februar 2022                   |
| 2022 | Denn es ist immer so Am Abgrund               | — | — | — | Erstveröffentlichung: 20. Mai 2022                       |
| 2022 | Darwins Jünger Am Abgrund                     | — | — | — | Erstveröffentlichung: 24. Juni 2022                      |
| 2023 | Wann X                                        | — | — | — | Erstveröffentlichung: 27. Januar 2023                    |
| 2023 | Schmerz X                                     | — | — | — | Erstveröffentlichung: 24. Februar 2023                   |
| 2023 | Bluten X                                      | — | — | — | Erstveröffentlichung: 31. März 2023                      |

## Videoalben und Musikvideos

### Videoalben
| Jahr | Titel Musiklabel                                                        | Anmerkungen |
| ---- | ----------------------------------------------------------------------- | --- |
| 1992 | 3. Night of Darkness Veni, Vidi, Descripsi                              | Erstveröffentlichung: 1992 |
| 1992 | Live in Bochum ’92 Veni, Vidi, Descripsi                                | Erstveröffentlichung: 1992 |
| 1993 | Leben im Niemandsland Indigo                                            | Erstveröffentlichung: 1993 |
| 1995 | Blau Rebell Develop TV                                                  | Erstveröffentlichung: 1995 |
| 1995 | Live 1995 Develop TV                                                    | Erstveröffentlichung: 1995 |
| 1997 | Gewinn für die Vergangenheit Develop TV                                 | Erstveröffentlichung: 1997 |
| 1999 | Epochenspiel Zeitbombe                                                  | Erstveröffentlichung: 1999 |
| 2001 | 1302km Island – Auf der Suche nach dem Glasgarten Blindhead Enterprises | Erstveröffentlichung: 22. Oktober 2001 Verkäufe: 1.000 (limitiert); DVD-Verkäufe werden der Single Glasgarten hinzuaddiert mit Peter Heppner |
| 2002 | Was war bleibt Blindhead Enterprises • Zeitbombe                        | Erstveröffentlichung: 2002 |
| 2003 | Leibhaftig Blindhead Enterprises • Genom                                | Erstveröffentlichung: 2003 |
| 2004 | Blau Rebell & Gewinn für die Vergangenheit Genom                        | Erstveröffentlichung: 29. November 2004 |
| 2006 | Traumaspiele Genom                                                      | Erstveröffentlichung: 1. Dezember 2006 |
| 2015 | Menschenstille – Das Musiktheaterstück Dryland Records                  | Erstveröffentlichung: 2015 |
| 2016 | Warum Weiterleben? Dryland Records • Samsonido                          | Erstveröffentlichung: 2016 |

### Musikvideos
| Jahr | Titel                   | Regie                                    |
| ---- | ----------------------- | ---------------------------------------- |
| 2001 | Zimmer 34               |                                          |
| 2001 | Glasgarten              | Ulrike Rank, Oswald Henke, Peter Heppner |
| 2005 | Zwischenzeit            | Börge Stange                             |
| 2005 | Tage des Wassers        | Oswald Henke, Ulrike Rank                |
| 2005 | Prolog zu einem Märchen | Oswald Henke, Ulrike Rank                |
| 2005 | Lebend lohnt es         |                                          |
| 2017 | Lazarus                 | Oswald Henke, Thomas Rödel               |
| 2018 | Darwins Jünger          |                                          |
| 2018 | Am Abgrund              |                                          |
| 2018 | Denn es ist immer so    |                                          |
| 2020 | Heldenuntergang         |                                          |
| 2020 | Seelenschatten          |                                          |
| 2021 | Fern ab vom Licht       |                                          |
| 2021 | Ich möchte fliegen      | Ulrike Rank                              |
| 2021 | Spiel mit mir           | Oswald Henke, Tom Rödel                  |
| 2021 | Der Weg                 |                                          |
| 2023 | Wann                    |                                          |
| 2023 | Schmerz                 |                                          |

## Boxsets
| Jahr | Titel Musiklabel                     | Anmerkungen                              |
| ---- | ------------------------------------ | ---------------------------------------- |
| 1999 | X – 10 Jahre Goethes Erben Zeitbombe | Erstveröffentlichung: 1999               |
| 2018 | Trilogie Dryland Records             | Erstveröffentlichung: 14. September 2018 |

## Sonderveröffentlichungen

### Alben
| Jahr | Titel Musiklabel                                                                 | Anmerkungen                |
| ---- | -------------------------------------------------------------------------------- | -------------------------- |
| 1990 | Der Spiegel, dessen Weg durch stumme Zeugen zum Ende führt Danse Macabre Records | Erstveröffentlichung: 1990 |

| Jahr | Titel Musiklabel                         | Anmerkungen                                    |
| ---- | ---------------------------------------- | ---------------------------------------------- |
| 2000 | Gewalttätige Gedanken Eigenvertieb       | Erstveröffentlichung: 2000 Live-EP-Kompilation |
| 2000 | Königlich & doch rebellisch Eigenvertieb | Erstveröffentlichung: 2000 Live-EP-Kompilation |
| 2000 | Bittersüß & schmerzvoll Eigenvertieb     | Erstveröffentlichung: 2000 Live-EP-Kompilation |

| Jahr | Titel Musiklabel                    | Anmerkungen                                                    |
| ---- | ----------------------------------- | -------------------------------------------------------------- |
| 1999 | Rückkehr ins Niemandsland Zeitbombe | Erstveröffentlichung: 1999 Teil von X – 10 Jahre Goethes Erben |
| 2002 | Iphigenies Tagebuch Dilemma Records | Erstveröffentlichung: 2002 Veröffentlichung nur in Südamerika  |

| Jahr | Titel Musiklabel                                       | Anmerkungen                                                                    |
| ---- | ------------------------------------------------------ | ------------------------------------------------------------------------------ |
| 2003 | Leibhaftig Blindhead Enterprises • Genom               | Erstveröffentlichung: 2003 DVD+CD; Verkäufe werden dem Videoalbum hinzuaddiert |
| 2015 | Menschenstille – Das Musiktheaterstück Dryland Records | Erstveröffentlichung: 2015 DVD+CD; Verkäufe werden dem Videoalbum hinzuaddiert |

### Videoalben
| Jahr | Titel Musiklabel                                                        | Anmerkungen                                                                     |
| ---- | ----------------------------------------------------------------------- | ------------------------------------------------------------------------------- |
| 2014 | Rückkehr ins Niemandsland – Das 25 Jahre Jubiläumskonzert Eigenvertrieb | Erstveröffentlichung: 2014 Vertrieb nur über Facebook                           |
| 2022 | Das gestohlene Konzert Dryland Records                                  | Erstveröffentlichung: 22. April 2022 Teil von Das gestohlene Konzert (Digipack) |

## Statistik

### Chartauswertung
|                       | DE    | AT    | CH    |
| --------------------- | ----- | ----- | ----- |
| Nummer-eins-Singles   | DE—DE | AT—AT | CH—CH |
| Top-10-Singles        | DE—DE | AT—AT | CH—CH |
| Singles in den Charts | DE1DE | AT—AT | CH—CH |